# Elythomerus elongatulus
Elythomerus elongatulus là một loài bọ cánh cứng trong họ Heteroceridae. Loài này được Waterhause miêu tả khoa học đầu tiên năm 1874.